# Daxing (ort i Kina, Jiangsu Sheng, lat 31,89, long 121,11)
Daxing (kinesiska: Daxingzhen, 大兴镇) är en ort i Kina. Den ligger i provinsen Jiangsu, i den östra delen av landet, omkring 220 kilometer öster om provinshuvudstaden Nanjing. Antalet invånare är 43 330. Befolkningen består av 22 207 kvinnor och 21 123 män. Barn under 15 år utgör 16,0 %, vuxna 15-64 år 71 %, och äldre över 65 år 11,0 %.
Runt Daxing är det tätbefolkat, med 397 invånare per kvadratkilometer. Närmaste större samhälle är Sanchang, 12,1 km öster om Daxing. Trakten runt Daxing består till största delen av jordbruksmark.
Genomsnittlig årsnederbörd är 1 510 millimeter. Den regnigaste månaden är augusti, med i genomsnitt 205 mm nederbörd, och den torraste är januari, med 45 mm nederbörd.